# Expédition d'Irlande (1796)
Pour les articles homonymes, voir Expédition d'Irlande.
Première Coalition
Batailles
L'expédition d'Irlande de 1796 est une tentative avortée d'invasion de l'Irlande par la République française durant les guerres de la Révolution française. Celle-ci avait pour but d'assister la Société des Irlandais unis, une organisation républicaine révolutionnaire, dans leur tentative de rébellion contre le pouvoir britannique. L'objectif des Français est de débarquer en Irlande, durant l'hiver 1796-1797, une grande force expéditionnaire qui se joindrait aux Irlandais unis et chasserait les Britanniques hors d'Irlande. Cela permettrait d'infliger un coup dur au moral et au prestige de la monarchie britannique, et d'affaiblir sa puissance militaire. Cette expédition est également conçue comme pouvant être la première étape d'une éventuelle invasion de la Grande-Bretagne elle-même. À cette fin, le Directoire rassemble une force d'environ quinze mille soldats à Brest sous les ordres du général Lazare Hoche à la fin de 1796, en vue d'un débarquement majeur dans la baie de Bantry en décembre de cette année.
L'opération est lancée durant l'un des hivers les plus tempétueux du XVIIIe siècle, avec une flotte française non préparée pour de telles conditions et qui a reçu des ordres confus lors de son départ. Les frégates de patrouille britanniques observent le départ des forces françaises et alertent la flotte de la Manche dont l'essentiel s'est abrité au Spithead pour se protéger de ce temps exécrable. Un des navires français fait rapidement naufrage avec de lourdes pertes tandis que le reste de la flotte se disperse. La plus grande part de la flotte atteint tout de même la baie de Bantry à la fin décembre, mais sans les commandants (à bord de navires qui ont été déviés de leur trajet). Malgré cette proximité avec les côtes irlandaises, tout débarquement est impossible en raison des conditions météorologiques, les pires enregistrées depuis 1708. Après une semaine, la flotte s'éparpille, la majorité des navires engage alors le chemin de retour vers Brest à travers les tempêtes, le brouillard et les patrouilles britanniques.
Les conditions exécrables de navigation sont les principales responsables de l'échec de cette opération. Les Britanniques sont d'ailleurs incapables d'intervenir vraiment contre les forces françaises. Quelques navires britanniques opérant depuis Cork capturent tout de même des navires de guerre et de transport français isolés. La seule réponse significative vient du capitaine Edward Pellew qui fait échouer le navire de ligne Droits de l'Homme au cours d'une bataille qui commença le 13 janvier 1797 et qui vit également s'échouer l'Amazon, une des deux frégates britanniques.
Au total, les Français perdent douze navires (capturés ou naufragés) en enregistrant des prisonniers de guerre ainsi que la mort de plus de deux mille soldats et marins. Les marines des deux camps sont critiquées par leur gouvernement respectif pour leur comportement durant la campagne. Les Français sont cependant encouragés à lancer une seconde expédition en 1798, débarquant cette fois-ci avec succès mille hommes mais dont les forces seront finalement battues.

## Contexte

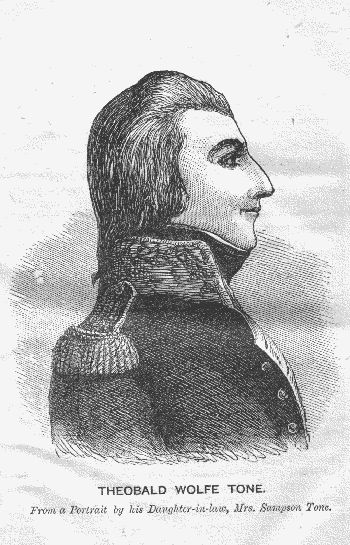
Theobald Wolfe Tone se rend à Paris pour convaincre le Directoire d'envoyer une force en Irlande.

Suivant la Révolution française en 1789, la cause républicaine est reprise dans d'autres pays parmi lesquels l'Irlande, alors gouvernée par le royaume de Grande-Bretagne. L'opposition au pouvoir britannique existe en Irlande depuis plusieurs siècles. Mais, l'exemple français combiné à l'imposition des lois pénales discriminatoires envers la majorité catholique suscite la création de la Société des Irlandais unis, une large coalition non sectaire de groupes visant à créer une république irlandaise en lieu et place de la gouvernance britannique. Un mouvement politique non violent à l'origine, les Irlandais unis sont contraints de fonctionner comme une société secrète, lorsque l'adhésion est déclarée illégale en 1793 suivant le déclenchement des guerres de la Révolution française. Décidant que leur seul espoir de créer une république irlandaise réside dans une lutte armée, les Irlandais unis commencent secrètement à organiser et armer leurs forces. Cherchant un soutien extérieur, deux de leurs chefs, Lord Edward FitzGerald et Arthur O'Connor, se rendent à Bâle pour y rencontrer le général Lazare Hoche. Leurs efforts sont soutenus par Theobald Wolfe Tone, un avocat protestant de Dublin, qui voyage pour sa part à Paris pour faire appel au Directoire en personne. Durant cette période, le gouvernement britannique abroge certaines des lois pénales dans une tentative pour apaiser les troubles.
La République française envisage depuis longtemps une invasion des îles Britanniques, mais ses ambitions sont contrecarrées à plusieurs reprises par d'autres facteurs, parmi lesquels les autres fronts des guerres révolutionnaires, la guerre de Vendée ainsi que l'état alarmant de la marine. Ce dernier problème est alors une cause majeure de préoccupation : la marine souffre énormément de l'élimination de membres de son corps d'officiers durant la Révolution et subit une série de revers militaires, culminant avec la défaite tactique lors de la bataille du 13 prairial an II (1er juin 1794) et la désastreuse Campagne du Grand Hiver de 1795. La paix sur plusieurs fronts en 1795 convainc le Directoire, récemment mis en place, que la Grande-Bretagne est l'un de ses adversaires restants les plus dangereux et il est déterminé à la vaincre par une invasion.
Les demandes de Wolfe Tone intéressent le Directoire, qui comprend qu'en attaquant l'Irlande, il frapperait la partie la moins défendable des îles Britanniques et où le soutien pour le gouvernement britannique est le plus faible. Les Irlandais unis prétendent avec optimisme être capables de lever une armée irrégulière de près de 250 000 hommes en attente de se joindre aux Français une fois qu'ils auraient débarqué. À cela s'ajoute l'attrait supplémentaire d'un coup idéologique pour la République française que l'établissement réussi d'une république irlandaise se révélerait être. Enfin et surtout, une large force expéditionnaire en Irlande fournirait un tremplin idéal pour une invasion de la Grande-Bretagne, en particulier si elle est combinée avec un plan alors en cours d'élaboration d'envoyer 2 000 criminels en uniforme en Cornouailles. Ces derniers détourneraient l'attention de l'Armée britannique durant l'invasion de l'Irlande et offriraient un pont pour de futures opérations.

## Déroulement de l'expédition

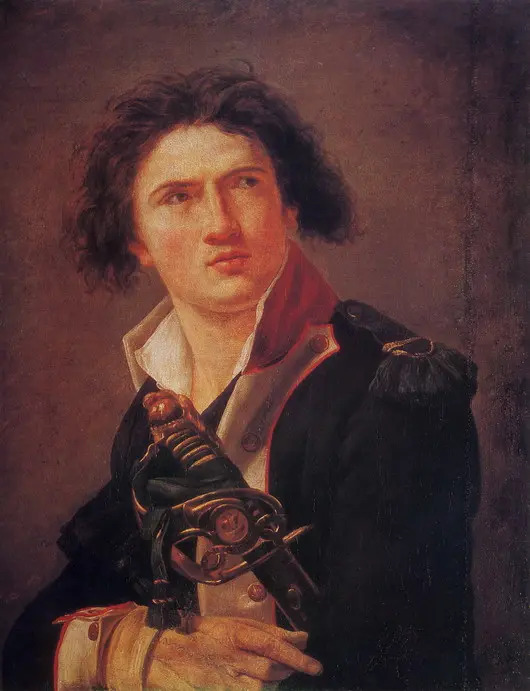
Lazare Hoche est choisi pour mener les forces françaises en Irlande.

### Préparations
Avec la fin de la guerre en Vendée et la paix avec l'Espagne, un grand nombre de soldats sont mis à disposition pour cette campagne, devant être dirigée par le général Lazare Hoche et prévue pour la fin d'octobre 1796. Hoche est un commandant militaire brillant ayant vaincu les royalistes vendéens et étant ensuite engagé dans la planification de l'invasion en Cornouailles. Un corps de soldats vétérans et la Flotte de l'Atlantique est mis à sa disposition, basés dans le port de Brest. Le nombre de soldats affectés pour cette invasion est incertain : le Directoire estime que 25 000 hommes sont nécessaires tandis les représentants irlandais insistent que 15 000 seraient suffisants. Les estimations sur le nombre de soldats ayant finalement embarqué varient entre 12 000 et 20 000.
En août, le plan accuse déjà un retard : de graves pénuries de provisions et des impayés de salaire ralentissent le travail dans les chantiers navals de Brest, tandis que les troupes mises de côté pour l'invasion des Cornouailles s'avèrent peu fiables et désertent en grand nombre. Un exercice de la flotte d'invasion des Cornouailles se termine en échec total, les petits navires prévus pour l'opération se révélant incapables de fonctionner en pleine mer. Le plan est alors abandonné et les soldats fiables de l'unité sont intégrés au corps expéditionnaire d'Irlande. le reste étant renvoyé en prison. Les renforts de la flotte de la Méditerranée sont également retardés : sept vaisseaux sous les ordres du contre-amiral Joseph de Richery doivent se mettre à l'abri de l'escadron du blocus britannique à Rochefort et n'arrivent à Brest que le 8 décembre, tandis qu'une seconde flotte sous le contre-amiral Pierre Charles Silvestre de Villeneuve n'arrive qu'une fois le corps expéditionnaire parti.

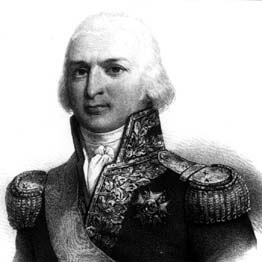
Justin Bonaventure Morard de Galles remplace Louis Thomas Villaret de Joyeuse pour commander la flotte.

Tout au long de la fin de 1796, les préparations pour l'expédition n'avancent pas. Hoche blâme ouvertement le commandement naval et en particulier l'amiral Louis Thomas Villaret de Joyeuse pour les délais, accusant ce dernier d'être plus intéressé par les planifications d'un projet d'invasion de l'Inde. En octobre, Villaret de Joyeuse est remplacé par le vice-amiral Justin Bonaventure Morard de Galles et les plans pour l'Inde sont abandonnés, tandis que Hoche est placé dans le commandement direct de la discipline au sein de la flotte. Durant la seconde semaine de décembre, la flotte est prête. Elle consiste en 17 navires de ligne, 13 frégates et 14 autres vaisseaux, parmi lesquels plusieurs larges navires de transport créés en enlevant les canons de vieilles frégates afin de maximiser l'espace de chargement. Chaque navire de ligne transporte 600 soldats, les frégates 250 et les vaisseaux de transport environ 400. Sont également inclus des unités de cavalerie, de l'artillerie de campagne et de larges quantités de matériel militaire pour armer les milliers de volontaires irlandais prévus. Hoche est cependant toujours insatisfait, annonçant au Directoire le 8 décembre qu'il préférerait mener ses hommes dans toute autre campagne que celle de l'attaque en Irlande. Il est soutenu par Morard de Galles qui admet que les siens sont si inexpérimentés en mer que toute rencontre avec l'ennemi doit être évitée autant que possible.

### Départ depuis Brest
Malgré les réticences des commandants de l'expédition, la flotte quitte Brest comme prévu le 15 décembre 1796, un jour avant l'arrivée d'un message du Directoire annulant toute l'opération. Monard de Galles sait que les Britanniques observent la rade : leurs frégates sont une présence constante dans le cadre du blocus britannique. Dans un effort de dissimuler les intentions de ses forces, il les fait ancrer dans la baie de Camaret dans un premier temps, puis leur ordonne de traverser le raz de Sein. Le raz est un passage étroit et dangereux, jonché de rochers et parcouru de courants puissants, sujet à de fortes vagues par mauvais temps. Cependant, il peut masquer la taille, la puissance et la direction de la flotte française à l'escadre britannique, évaluée à 30 navires selon les éclaireurs français.

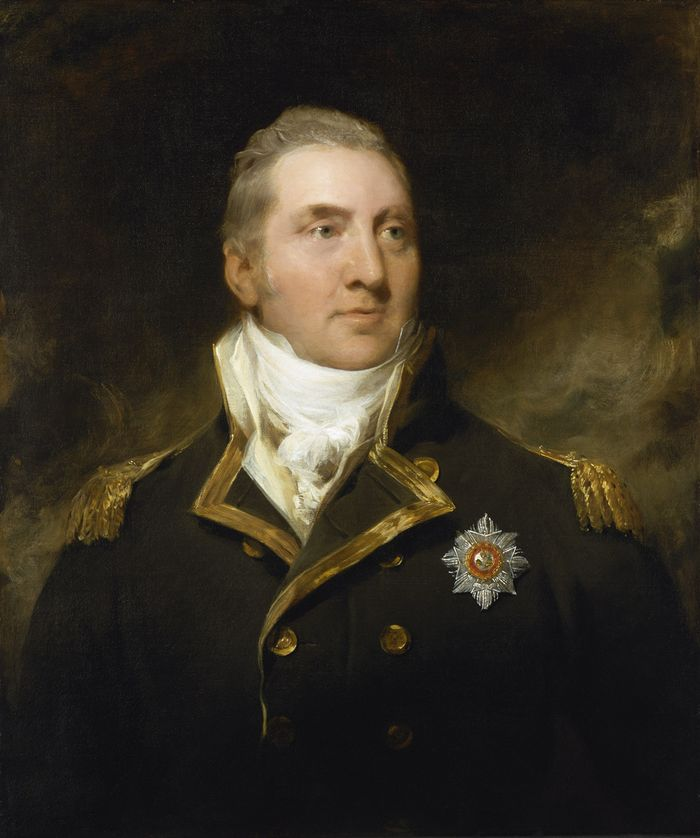
À bord du, Sir Edward Pellew observe le départ de la flotte française depuis Brest.

Malgré les rapports français, l'escadre principale du blocus est absente des approches de Brest durant la nuit du 15 décembre. Une grande partie de la flotte s'est abritée dans l'un des ports anglais de la Manche pour éviter les tempêtes hivernales, tandis que le reste sous le commandement du contre-amiral John Colpoys s'est retiré à 40 milles nautiques (74 km) au large dans l'océan Atlantique afin d'échapper au risque d'être entraîné sur le littoral rocheux du golfe de Gascogne pendant la tempête. Les seuls vaisseaux britanniques en vue de Brest sont une escadre de frégates, composée du HMS Indefatigable, du HMS Amazon, du HMS Phoebe, du HMS Révolutionnaire et du lougre HMS Duke of York (ru), sous les ordres du capitaine Sir Edward Pellew à bord de l’Indefatigable. Ayant constaté les préparations françaises le 11 décembre, il envoie le Phoebe avertir Colpoys et l'Amazon à Falmouth pour y alerter l'Amirauté. Il reste au large de Brest avec le reste de l'escadre et aperçoit l'essentiel de la flotte française à 15 h 30 le 15 décembre, rapprochant ses frégates de la baie de Camaret afin d'établir la taille et le but des forces adverses. Le lendemain à 15 h 30, les Français quittent la baie, Pellew les observant de près, celui-ci décidant d'envoyer le Révolutionnaire aider dans la recherche de Colpoys.
Monard de Galles passe l'essentiel du 16 décembre à préparer la traversée du raz de Sein, plaçant des bateaux-phares temporaires sur la route pour prévenir des dangers et donnant des instructions sur l'usage de fusées de signalisation durant le passage. La flotte est tellement retardée par ce travail que la nuit tombe avant que les préparatifs soient terminés. Le commandant décide alors d'abandonner le plan vers 16 h et ordonne à la flotte de partir en passant par le chenal principal du port, ouvrant la voie avec son navire amiral, la frégate Fraternité. Il fait si sombre lorsque le signal est donné que la plupart des vaisseaux manquent de le voir, le Fraternité et la corvette ''Atalante'' tentant de les informer avec des fusées de signalisation. Ces signaux prouvent être une source de confusion et les navires ne les comprenant pas font voile vers le raz au lieu du chenal principal. Pellew ajoute au problème en se faufilant au devant de la flotte, faisant briller des lumières bleues et tirer des fusées, déroutant davantage les capitaines français quant à leur emplacement.
Lorsque l'aube se lève le 17 décembre, la plupart de la flotte française est dispersée à travers les approches de Brest. Le plus large groupe intact est celui sous les ordres du vice-amiral François Joseph Bouvet qui est sorti du raz de Sein avec neufs navires de ligne, six frégates et un bateau de transport. Les autres vaisseaux, parmi lesquels le Fraternité, avec le général Hoche également à son bord, sont isolés ou en petits groupes, forçant les capitaines à ouvrir leurs ordres secrets afin de découvrir leur destination en l'absence d'instructions des officiers supérieurs. Un vaisseau est perdu durant la nuit : le Séduisant, un navire de ligne de 74 canons, échoue sur le rocher du Grand Stevenant et coule en entraînant 680 vies avec lui. Lui aussi a tiré de nombreuses fusées et des signaux dans un effort pour attirer l'attention, mais ne réussissant qu'à aggraver la confusion au sein de la flotte. Pellew, désormais incapable d'affecter la large force française, fait cap vers Falmouth pour y télégraphier son rapport à l'amirauté et s'y approvisionner.

### Effondrement de l'expédition
Arrivée en baie de Bantry, la flotte dut faire face à un violent orage qui endommagea plusieurs bateaux. La Surveillante, frégate glorieuse qui avait lutté en 1779 contre le HMS Québec (ru), fut sabordée par les Français et repose encore toujours dans les eaux de Bantry.
Durant un déplacement en baie, la yole de l'amiral Nielly, qui dirige l'arrière-garde de l'escadre, est capturée par un détachement pro-britannique. Cette yole est encore conservée actuellement en Irlande et a servi de modèle pour la construction des yoles de Bantry.
Devant la violence de la tempête et les avaries subies par plusieurs bateaux, le commandant provisoire de l'expédition, le vice-amiral François Joseph Bouvet, décida de quitter la baie de Bantry peu avant l'arrivée en baie de l'amiral Morard de Galles.